# George Segal (konstnär)

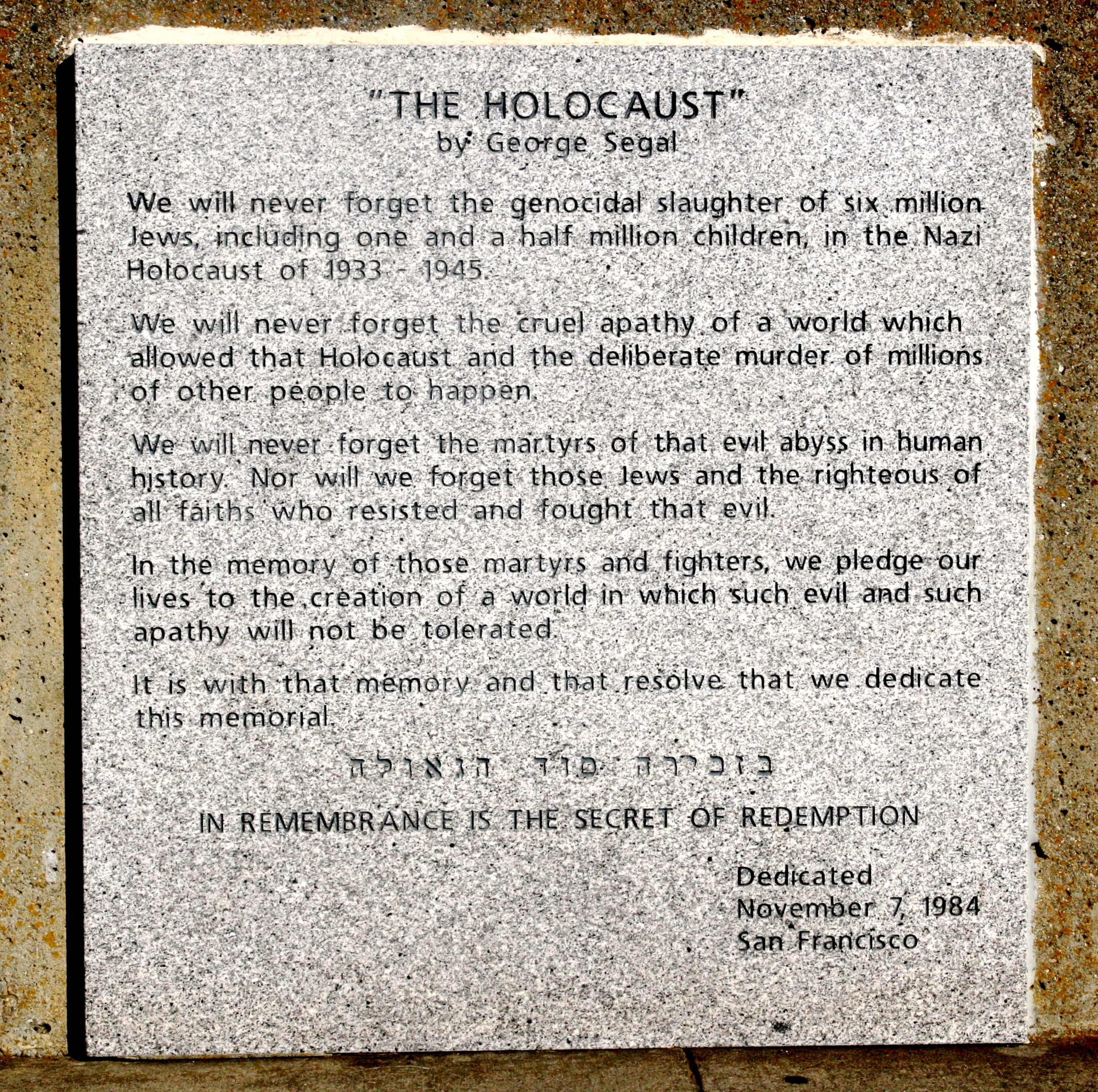
Text dedikerad till Segal.

George Segal, född 26 november 1924 i New York, död 29 juni 2000 i New Brunswick, New Jersey, var en amerikansk konstnär och skulptör inom popkonsten.

## Biografi
Segal föddes av judiska föräldrar som invandrat till USA från Östeuropa. De drev en slaktarbutik i Bronx, men flyttade till ett hönseri i New Jersey där Segal växte upp. Han gick i skola i Stuyvesant High School, och fortsatte studera vid Pratt, Cooper Union, och New York University, där han tog en lärarexamen 1949. År 1946 gifte han sig med Helen Segal och de köpte en annan hönsfarm i South Brunswick, New Jersey, där han bodde resten av sitt liv.
Segal drev hönsfarmen i bara några år, men använde utrymmet till att hålla en årlig picknick för sina vänner från New Yorks konstvärld. Hans boplats i centrala New Jersey gav honom också möjlighet till kontakter med professorer från Rutgers University konstavdelning. Segal presenterade flera av Rutgers professorer för John Cage, och deltog också i dennes legendariska experimentella kompositionskurser. Allan Kaprow myntade termen happening för att beskriva de konstaktiviteter som ägde rum på Segals gård under våren 1957.
Segals efterlevande änka har hållit hans minne och arbete levande genom George and Helen Segal Foundation.

## Konstnärskap
Även om Segal började sin konstkarriär som målare, är hans mest kända verk de gjutna figurerna i naturlig storlek och de tablåer som dessa befinner sig i. I stället för traditionell gjutningsteknik, började Segal använda sig av gipsbandage (gipsimpregnerade gasbinderemsor avsedda för att göra ortopediska avgjutningar) som ett skulpturalt medium. I denna process, svepte han först in  sin modell med bandage i sektioner, tog sedan bort de härdade formerna och satte ihop dem igen med mer gips för att skapa ett ihåligt skal. Dessa former använde han inte som formar, utan skalet i sig själv blev den slutliga skulpturen, inklusive en grov textur av bandage. Till en början behöll Segal skulpturerna kritvita, men några år senare började han måla dem, oftast i ljusa monokroma färger. Med tiden började han att ha de slutliga formerna gjutna i brons, ibland patinerade vita för att likna de ursprungliga gipsfigurerna.
Segal gestalter hade minimalt med färg och detaljer, vilket gav dem ett spöklikt, melankoliskt utseende. I större verk har en eller flera figurer placertas i anonyma, typiskt urbana miljöer såsom ett gathörn, en buss eller en barservering. I motsats till figurerna, var dessa miljöer byggda med av upphittade föremål.

## Kända verk
- The Truck (1966)
- The Laundromat (1966–67)
- The Costume Party (1965–72), finns nu på Guggenheim Museum, New York
- Hot Dog Stand (1978).
- Abraham and Isaac (1978–79), på uppdrag till minne av Kent State shootings, finns på Princeton University's Modern Sculpture Garden
- Gay Liberation (1980), beställd till minne av Stonewallupploppen; den första delen av den offentliga konsten tillägnad hbt-personer, nu inrymt i Gay Liberation Monument, Christopher Park, Manhattan, det andra vid Stanford University's huvudbyggnad
- The Commuters (1982), installerad i the New York Port Authority Bus Terminal
- Japanese Couple against a Brick Wall (1982), Honolulu Museum of Art,
- Chance Meeting (1991), installerad på campus vid University of Hawaii i Manoa
- Street Crossing (1992), installerad I College Avenue Promenade på Montclair State University